# Comitatul St. Lawrence, New York
Comitatul St. Lawrence (în engleză St. Lawrence County) este un comitat din statul New York, Statele Unite ale Americii.

## Demografie
|  | Graficele sunt indisponibile din cauza unor probleme tehnice. Mai multe informații se găsesc la Phabricator și la wiki-ul MediaWiki. |

Date: Wikidata - grafică realizată de Wikipedia
Format:Comitatul St. Lawrence, New York